# Adalberto Martínez Flores
Mons. Adalberto Martínez Flores' (* 8. července 1951, Asunción) je paraguayský katolický kněz, biskup, od roku 2022 arcibiskup Asunciónu.

## Stručný životopis
Studoval nejprve ekonomii v Asunciónu, během studií filosofie a angličtiny ve Washingtonu se seznámil s kapucínem Seánem Patrickem O'Malleym, roku 1977 se přesunul do Itálie, kde vstoupil do Mazinárodní kněžské školy Hnutí Fokoláre, roku 1981 získal bakalaureát z teologie na Papežské lateránské univerzitě a roku 1985 jej biskup Seán Patrick O'Malley vysvětil na kněze pro diecézi Saint Thomas. Roku 1993 se vrátil do Paraguaye a byl inkardinován do arcidiecéze Asunción, kde se v roce 1997 setal pomocným biskupem. V letech 2000-2007 byl biskupem v nově vytvořené diecézi San Lorenzo, v letech 2007-2012 biskupem v diecézi San Lorenzo. Roku 2011 byl jmenován vojenským ordinářem Paraguaye, roku 2022 se stal arcibiskupupem v Asunciónu.

## Kardinálská kreace
V neděli 29. května 2022 papež František ohlásil, že v konzistoři dne 27. srpna 2022 jmenuje 21 nových kardinálů, mezi nimi i Monsignora Martíneze, který se tak stane prvním kardinálem z Paraguaye. 